# Jessica Iskandar
Jessica Iskandar (nacida el 29 de enero de 1988, Yakarta, Indonesia) es una actriz, cantante y comediante indonesia.

## Carrera
Chika, su apodo, comenzó su carrera en el modelaje mundial. Anteriormente, fue en la escuela de modelado John Casablanca. Después de intentar ingresar en algunas agencias, Chika consiguió el papel de Kara en la película Dealova en 2005. Chika también actuó brevemente en la película malaya,  Diva (2007). Actualmente, tiene más relevancia en la actuación como en telenovelas, así como protagonizando publicidad, además fue presentadora de Dahsyat emitido por RCTI desde 2011 hasta 2013.

## Educación
Chika terminó su educación escolar en la Bunda Mulia Schhol, y luego cursó una especialización en Diseño de Interiores, en la Universidad Trisakti Yakarta. Después de tres semestres decidió abandonar la universidad para centrarse en su carrera.

## Vida personal
Creció en una familia interreligiosa, ya que su padre era musulmán, y su madre era cristiana. Fue la única chica, y tenía cuatro hermanos. El 11 de diciembre de 2013, se casó con Ludwig Franz Willibald Maria Joseph Leonard Erbgraf von Waldburg Wolfegg Waldsee en la Gereja Yesus Sejati, una iglesia protestante de Yakarta.

## Filmografía
- Dealova (2005)
- Diva (Película) (2007)
- Coblos Cinta (2008)
- Nazar (Película) (2009)
- Istri Bo'ongan (2010)
- Kung Fu Pocong Perawan (2012)

## Discografía
- Cerita Cinta (miniálbum 2010)